# Gaspésie–Îles-de-la-Madeleine
Gaspésie-Îles-de-la-Madeleine es una región administrativa de la provincia canadiense de Quebec formada por casi toda la península de Gaspesia y las islas de la Magdalena. La región está dividida en 6 municipios regionales de condado (MRC) o territorios equvalentes y 53 municipios. La capital y ciudad más poblada es Gaspé.

## Geografía

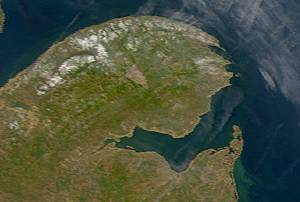
Península de Gaspesia y bahía Chaleur

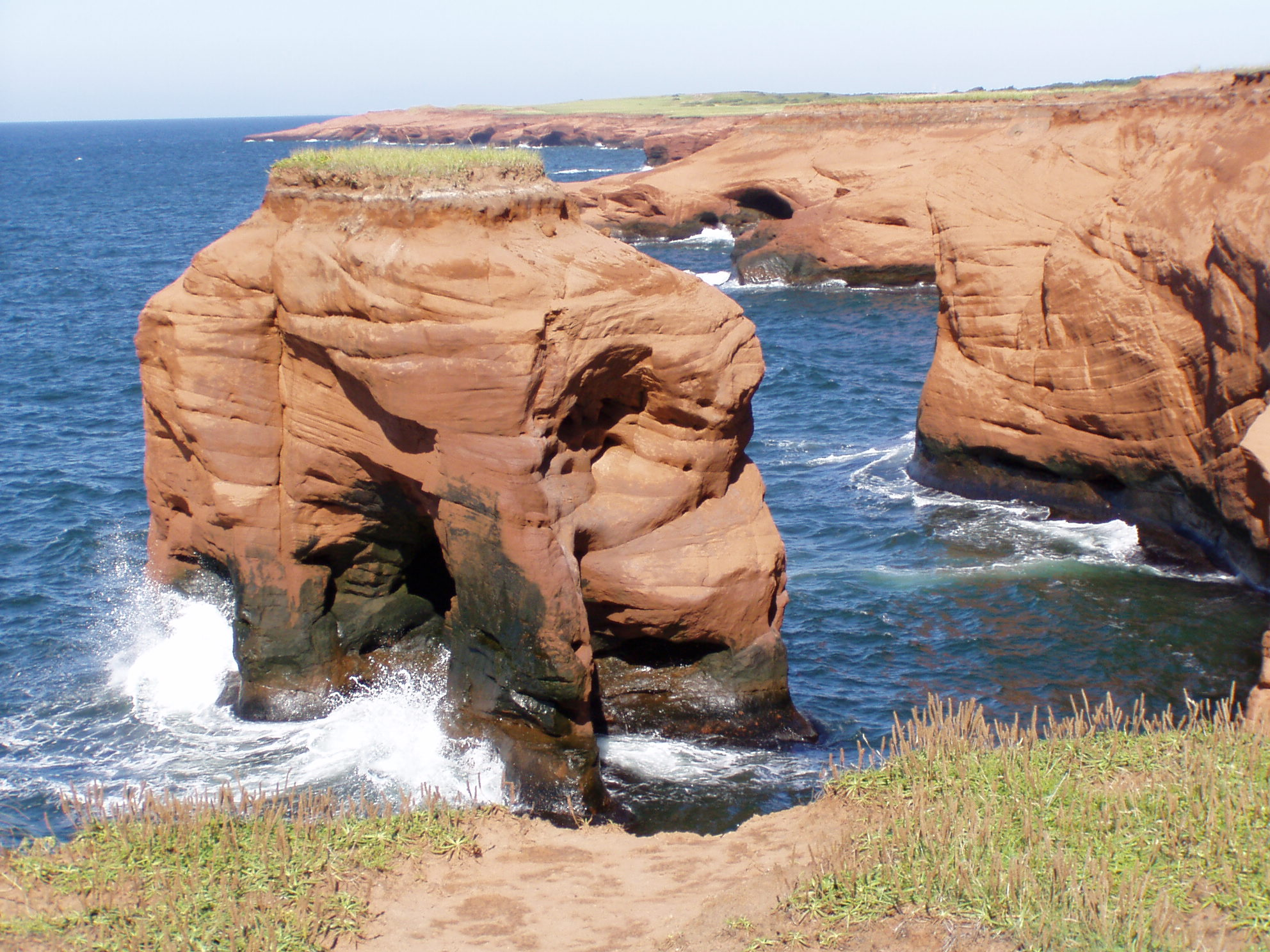
Cap au Trou (Île du Cap-aux-Meules)

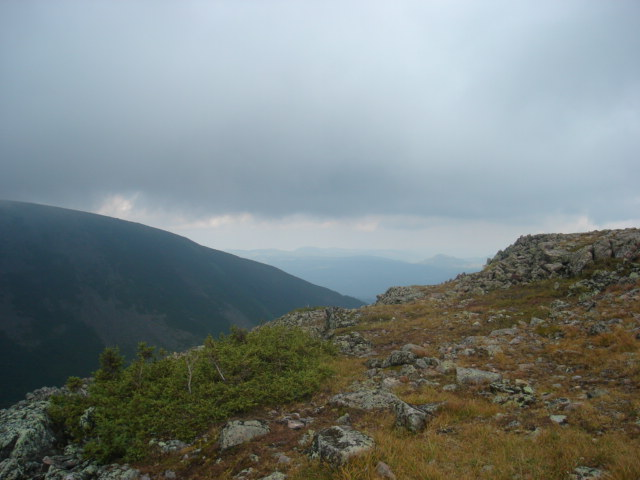
Montes Chic-Chocs

Gaspésie-Îles-de-la-Madeleine es una región situada al este de Quebec, formada por la mayor parte de la península de Gaspesia, excluyendo La Matanie y La Matapédia, a la cual se añaden las Islas de la Magdalena. Limita al oeste con Bas-Saint-Laurent, al norte y al este con el golfo de San Lorenzo, y al sur con la bahía Chaleur y Acadia (Nuevo Brunswick). Al norte están ubicadas la isla de Anticosti y la región de Côte-Nord. Es una comarca marítima: su superficie total es de 78 195 km², de los cuales 57 878 km² son cobiertos en agua y 20 317 km² son tierra firme. Los paisajes son marcados: por ejemplo el rocher Percé y la isla Bonaventure o los montes Chic-Chocs. Los principales ríos son los ríos Madeleine, Saint-Jean, Bonaventure, Cascapédia y Nouvelle.
|                     | Superficie (km²) | %/total | %/tierra |
| Agua                | 57 873           | 74,2 %  | ...      |
| Tierra              | 20 100           | 25,8 %  | 100 %    |
| Bosque mixto        | 8982             | 11,5 %  | 44,7 %   |
| Bosque de coníferas | 7658             | 10,1 %  | 39,1 %   |
| Bosque de frondosas | 2113             | 2,7 %   | 10,5 %   |
| Otros bosques       | 206              | 0,3 %   | 1,0 %    |
| Humedales           | 399              | 0,5 %   | 2,0 %    |
| Tierras agrícolas   | 348              | 0,4 %   | 1,7 %    |
| Áreas urbanas       | 206              | 0,3 %   | 1,0 %    |
| Total               | 77 973           | 100 %   | ...      |

## Urbanismo

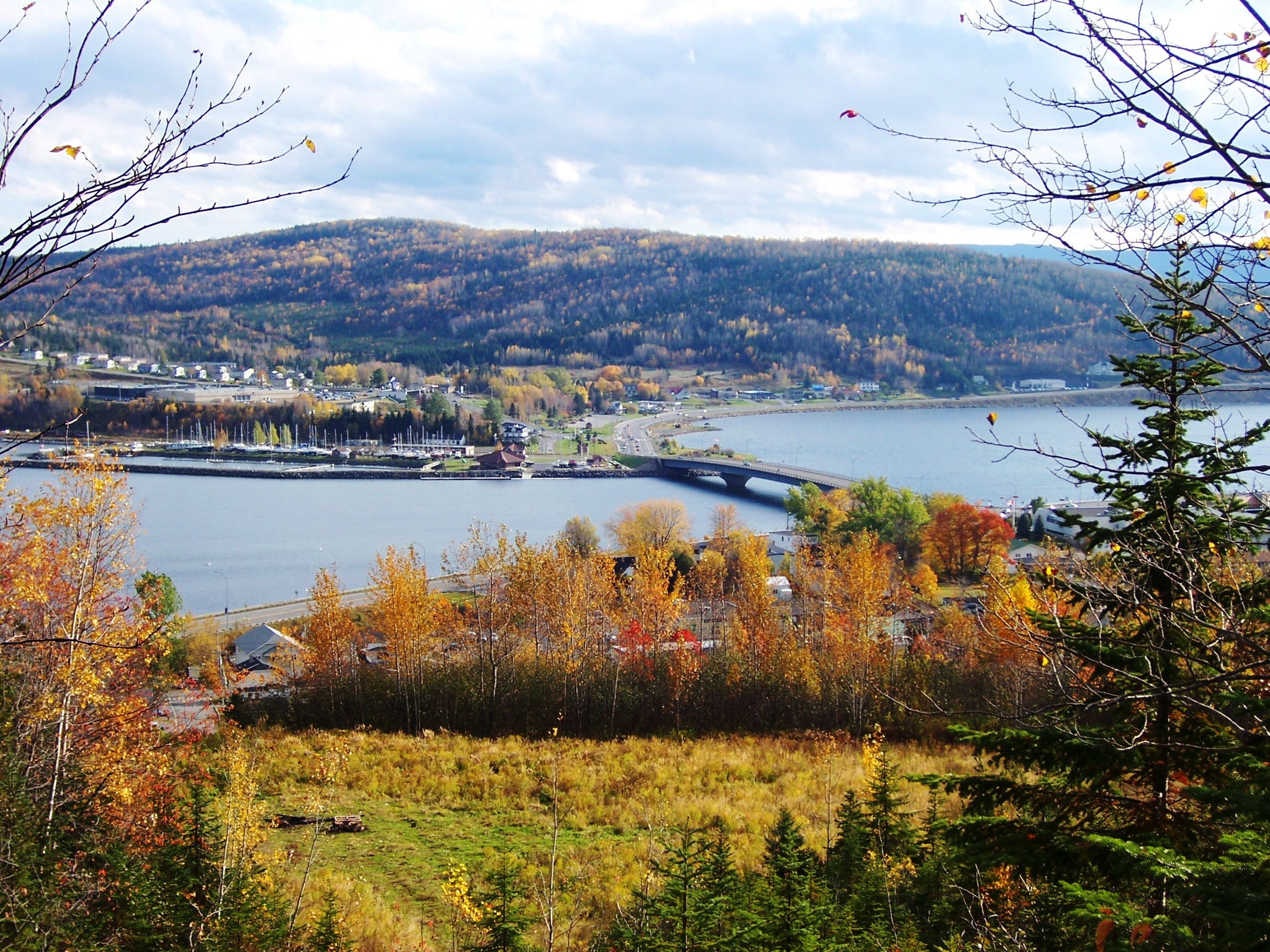
Gaspé

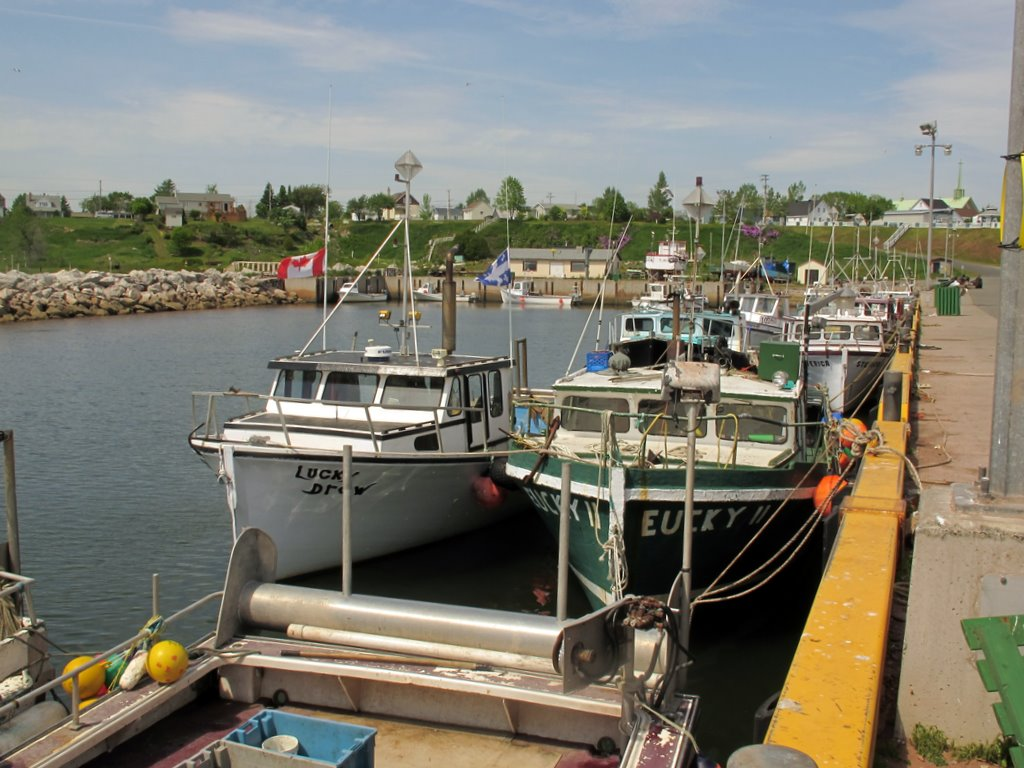
Saint-Godefroi, en Bonaventure

La gran mayora des poblaciones y ciudades están situadas en la costa, a excepción de lugares de explotación forestal o minera como Murdochville. El red viario comprende dos carreteras principales. La carretera nacional  QC 132  rodea toda la península uniendo todas las comunidades locales y yendo hacia Bas-Saint-Laurent. La carretera nacional  QC 197  une Forillon y Gaspé. Las carreteras regionales unen el interior con las comunidades ribereñas. La carretera  QC 198  une Murdochville a Mont-Louis y Gaspé aunque la carretera  QC 299  atraviesa la península del norte al sur entre Sainte-Anne-des-Monts y New Richmond. La carretera  QC 199  atraviesa las islas de la Magdalena.

## Historia
El 24 de julio de 1534, el francés Jacques Cartier plantó una cruz de 10 metros en las costas de la bahía de Gaspé y tomó posesión del territorio en nombre del rey de Francia. En 1691, Chrestien Le Clercq llamó Gaspésie a la región que cubre la península entre el golfo de San Lorenzo y la bahía Chaleur, y del valle del Matapédia a la punta oriental. La región actual fue creada en 1987 por separación de la región de Este de Quebec. El límite fue trazado más al este que la definición tradicional de Gaspésie, y el Valle de la Matapédia y Matanie fueron incluidos en Bas-Saint-Laurent.

## Política
La capital de la región es Gaspé. La región comprende los MRC de La Haute-Gaspésie y Le Rocher-Percé, cuyos prefecto es electo, los MRC de La Côte-de-Gaspé, Bonaventure y Avignon cuyos prefectos son escogidos entre los alcaldes de los municipios miembros, así como la aglomeración de Les Îles-de-la-Madeleine, que es un territorio equivalente a un MRC y donde el alcalde de la ciudad de Les Îles-de-la-Madeleine desempeña de oficio las funciones de prefecto.
Las circunscripciones electorales de la región son, a nivel provincial, Bonaventure, Gaspé y Îles-de-la-Madeleine. A nivel federal, son Gaspésie-Les Îles-de-la-Madeleine y Avignon-La Mitis-Matane-Matapédia (parte).

## Demografía
Según el censo de Canadá de 2011, Gaspésie-Îles-de-la-Madeleine contaba con 94 079 habitantes. La densidad de población estaba de 4,6 hab./km². Entre 2006 y 2011 hubo una disminución de 257 habitantes (0,3 %). En 2011, el número total de inmuebles particulares era de 45 550, de los cuales 40 968 estaban ocupados por residentes habituales, otros siendo en mayor parte residencias secundarias. La población de la región es más vieja que la de Quebec.
Evolución de la población total, 1986-2015
- Tasa de natalidad: 6,3 ‰ (2005)
- Tasa de mortalidad: 9,0 ‰ (2005)

Fuente: Institut de la statistique du Québec
|                                | 0-19   | 20-64  | 65 y más | Edad mediano |
| Les Îles-de-la-Madeleine       | 15,4 % | 62,6 % | 22,0 %   | 50,4         |
| Le Rocher-Percé                | 15,6 % | 59,6 % | 22,0 %   | 52,3         |
| La Côte-de-Gaspé               | 17,3 % | 61,7 % | 21,1 %   | 49,8         |
| La Haute-Gaspésie              | 15,4 % | 59,6 % | 25,0 %   | 53,0         |
| Bonaventure                    | 16,7 % | 58,0 % | 25,3 %   | 51,5         |
| Avignon                        | 20,4 % | 58,7 % | 20,9 %   | 47,8         |
| Gaspesia-Islas de la Magdalena | 16,9 % | 60,0 % | 23,2 %   | 50,8         |
| Quebec                         | 20,9 % | 62,0 % | 17,1 %   | 41,8         |

## Economía
Los principales sitios turísticos de Gaspésie son los parques nacionales de la Île-Bonaventure-et-du-Rocher-Percé, Forillon y de Miguasha. La economía de las islas de la Magdalena es basada sobre la pesca, el turismo y una mina de sal.

## Municipios regionales de condado
La región de Gaspésie-Îles-de-la-Madeleine está compuesto por 6 municipios regionales de condado (MRC) o territorios equivalentes (TE). Hay 54 entidades locales, incluyendo 8 territorios no organizados y 2 reservas indias (Gesgapegiag y Listuguj).
MRC y TE de Gaspésie-Îles-de-la-Madeleine
| Código | MRC o TE (Antiguo nombre, entre paréntesis) | CM | Superficie total (km²) | Superficie (agua) (km²) | Superficie (tierra) (km²) | Población 2014 | Densidad (hab/km²) | Fecha de constitución | Prefecto | Mun. | ERI | TNO | Loc. | Chef-lieu                | Otros municipios más poblados   |
| ------ | ------------------------------------------- | -- | ---------------------- | ----------------------- | ------------------------- | -------------- | ------------------ | --------------------- | -------- | ---- | --- | --- | ---- | ------------------------ | ------------------------------- |
| 010    | Les Îles-de-la-Madeleine                    |    | 34 022                 | 33 835                  | 187                       | 12 372         | 66,2               | 01.01.2002            | C        | 2    | -   | -   | 2    | Les Îles-de-la-Madeleine |                                 |
| 020    | Le Rocher-Percé (Pabok)                     |    | 12 728                 | 9654                    | 3074                      | 17 328         | 5,6                | 01.04.1981            | E        | 5    | -   | 1   | 6    | Chandler                 | Percé                           |
| 030    | La Côte-de-Gaspé                            |    | 10 522                 | 6433                    | 4089                      | 17 657         | 4,3                | 01.01.1982            | A        | 5    | -   | 2   | 7    | Gaspé                    |                                 |
| 040    | La Haute-Gaspésie (Denis-Riverin)           |    | 11 462                 | 6410                    | 5052                      | 11 650         | 2,3                | 18.03.1981            | E        | 8    | -   | 2   | 10   | Sainte-Anne-des-Monts    | Cap-Chat                        |
| 050    | Bonaventure                                 |    | 5622                   | 1237                    | 4385                      | 17 746         | 4,0                | 06.04.1981            | A        | 13   | -   | 1   | 14   | New Carlisle             | New Richmond, Paspébiac         |
| 060    | Avignon                                     |    | 3839                   | 309                     | 3530                      | 15 180         | 4,3                | 18.03.1981            | A        | 11   | 2   | 2   | 15   | Carleton-sur-Mer         | Maria                           |
| 11     | Gaspésie-Îles-de-la-Madeleine               |    | 78 195                 | 57 878                  | 20 317                    | 92 684         | 4,6                | 1987                  | ...      | 44   | 8   | 2   | 54   | Gaspé                    | Sainte-Anne-des-Monts, Chandler |

Mun.: Número de municipios; ERI: Establecimiento o reserva india; TNO: Territorio no organizado; Loc.: Entidades locales. Prefecto (Modo de nombramiento del prefecto): A Para y entre los alcaldes de los municipios del MRC, E Elecciones generales, V Como el territorio equivalente es una ciudad, el alcalde es prefecto también.